# ماری کاوامورا
ماری کاوامورا (انگلیسی: Mari Kawamura؛ زادهٔ ۱۹ دسامبر ۱۹۸۸) بازیکن فوتبال اهل ژاپن است که در تیم‌های ملی فوتبال زیر ۲۰ سال زنان ژاپن و زنان ژاپن بازی کرده‌است.